# Darley Arabian
Darley Arabian var tillsammans med Byerley Turk och Godolphin Arabian stamfader till världens snabbaste hästras, det engelska fullblodet. Darley Arabian sägs också vara den vackraste av de tre stamfäderna och hade en riktigt dramatisk resa till England.
Darley Arabian föddes år 1700 i öknen i Syrien och tillhörde shejken Mirza. Han köptes i Aleppo i Syrien år 1704 av Thomas Darley från England men det skulle inte bli lika lätt att få ut honom då shejken hade ångrat sig efter att köpet egentligen redan var klart och förklarade dödsstraff till alla som försökte att föra bort hästen. Thomas Darley fick ta hjälp av lejda män som rodde i land från havet under natten och som till och med fick övermanna stallvakterna för att få tag på hästen. Darley Arabian fick då komma hem till England där han blev stamhingst till flera framgångsrika hästar.
Darley Arabian var en vacker fuxfärgad hingst som betäckte en stor rad ston men speciellt stoet Betty Leedes. Deras avkomma blev den första stora kapplöpningshästen, Flying Childers. Ägarna sade att Flying Childers var den snabbaste häst som någonsin sprungit i Newmarket.
En av Darley Arabians ättlingar var galopphästen Eclipse, en av de hingstar som haft störst betydelse för det engelska fullblodet, och som var en obesegrad galopphäst.
Enligt forskningar har det visat sig att ca 95 % av dagens engelska fullblod härstammar från Darley Arabian.